# تمین، استان کویافسکو-پومورسکی
تیمین (به لاتین: Tymień، تلفظ: [ˈtɨmjɛɲ]) یک روستا در لهستان است که در استان کویافسکو-پومورسکی واقع شده‌است.